# Nedoceratops
Nedoceratops hatcheri
Genre
Espèce
Nedoceratops (du russe « nedo », « insuffisant » et du grec ancien « keratops », « tête à cornes ») est un genre éteint de dinosaures herbivores cératopsiens ayant vécu à la fin du Crétacé supérieur (Maastrichtien) en Amérique du Nord, il y a entre 68 et 66 millions d'années.

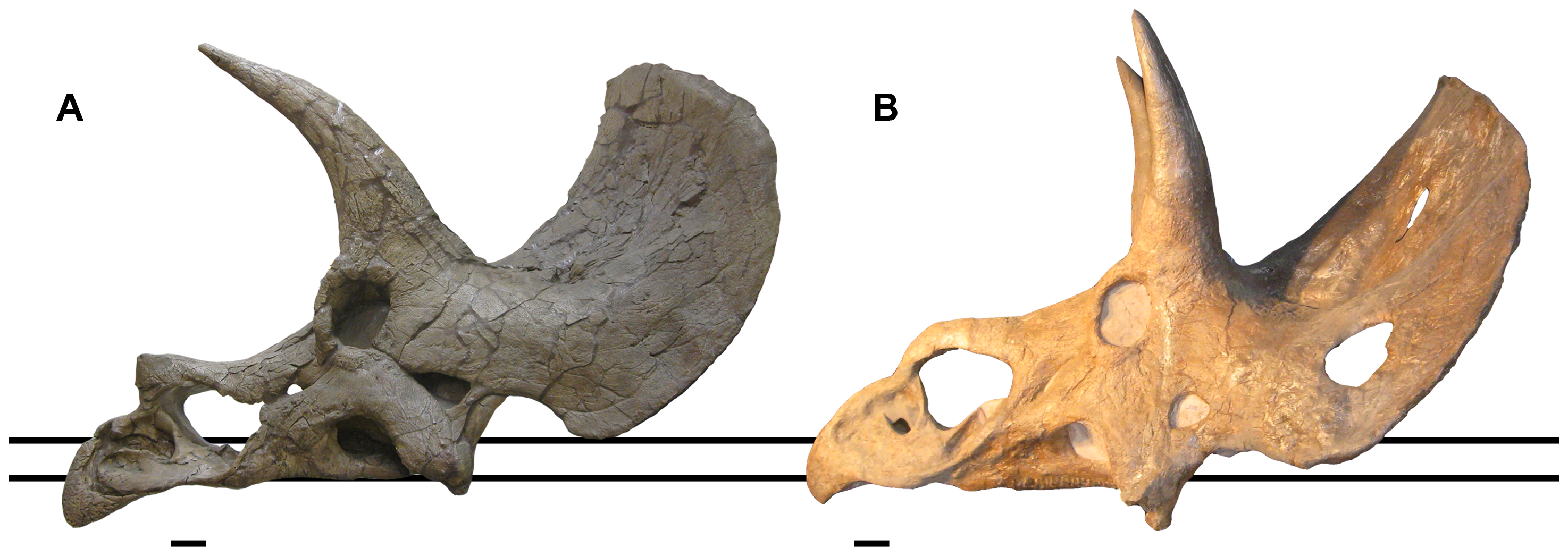
Comparaison des crânes de (A) Triceratops -USNM 1201- et (B) Nedoceratops -USNM 2142-.

Il n'est connu que par un seul crâne (USNM 2142), découvert dans la formation géologique de Lance dans le Wyoming et décrit par John Bell Hatcher en 1905. Une étude publiée en 2010 indique que Nedoceratops ne serait qu'un jeune adulte de Triceratops. Mais des recherches postérieures ont montré qu'il s'agirait bien d'un genre distinct. Contredites en 2014 par N. R. Longrich qui confirme sa synonymie avec Triceratops,,.
Ce genre est représenté par l'unique espèce Nedoceratops hatcheri.
Le genre était à l'origine appelé Diceratops mais le nom était déjà utilisé pour un hyménoptère, conduisant Andrey Ukrainsky à proposer le nom Nedoceratops en 2007. Otavio Mateus avait également proposé le nom Diceratus en 2008.